# Spartacus: Blood and Sand
Spartacus: Blood and Sand (Brasil: Spartacus: Sangue e Areia no DVD e Spartacus: Viva o Pecado no FX Brasil / Portugal: Spartacus: Sangue e Arena) é a primeira temporada da série de televisão americana Spartacus, que exibida na Starz entre 22 de janeiro e 16 de abril dede 2010.. 

## Enredo
Para tentar contornar os problemas que envolvem uma adaptação histórica, os produtores optaram por tomar liberdades para contar o enredo da série. Desta forma, a trama acompanha o gladiador trácio Espártaco (Andy Whitfield) que é sentenciado à morte numa arena após desafiar o comando de Cláudio Glabro (Craig Parker, O Senhor dos Anéis). Como previsto por Espártaco (e ignorado por Glabro), a vila onde vivia o trácio é atacada por bárbaros, e não há nenhum romano ou homem por perto para defendê-la. Num ato de rebeldia Espártaco retorna para casa e salva sua esposa da morte certa, fugindo com ela logo após, temendo a represália de Glaber. Mas esta não demora. Spartacus é capturado e levado como escravo, tal como Sura, sua esposa, que é separada dele e vendida a mercadores sírios. Ao ser jogado à morte na arena para a diversão da plebe, ele surpreende a todos e vence a disputa, matando quatro gladiadores, demonstrando que não irá morrer enquanto não reencontrar sua esposa.
Depois do "show", Spartacus é comprado por Batiatus (John Hannah, da trilogia A Múmia), que pretende lucrar com seu novo escravo e colocando-o nos combates de arenas. No entanto, o treinador de gladiadores Doctore (Peter Mensah, 300), desaprova a ideia de ter Espártaco como um gladiador, uma vez que ele é movido pela vingança. Em vários episódios que seguem é enfatizada a força de vontade que Sura inspira em Espártaco, dando-lhe forças para enfrentar os horrores a que é submetido por não querer seguir as ordens de seu novo dominus.
Antes mesmo de sua première, Spartacus já mostrou que veio para ficar e para a surpresa de muitos, foi renovada para uma segunda temporada com 6 episódios, que deverá se chamar  Spartacus: Gods of the Arena que conta a história de Gannicus, o primeiro campeão de Cápua. A nova temporada estreou no dia 21 de janeiro de 2011.
A série teve inúmeras cenas de sexo. A produção decidiu exibir a nudez sem censura, o que ganhou grande receptividade do público, apesar de ser aconselhada somente ao público adulto. Manu Bennett, que interpreta Crixus, um guerreiro anti-herói e inimigo de Espártaco, encenou inúmeras cenas de sexo e também chegou a aparecer em pleno nu frontal.
Andy Whitfield, a estrela de Spartacus: Blood and Sand, foi diagnosticado com linfoma não-Hodgkin, um tipo de cancro que abrange mais de vinte variações de tumores, todos considerados malignos. Apesar das informações de que o ator já estaria praticamente curado, foi divulgado, que Andy foi aconselhado por seus médicos a retornar imediatamente ao intensivo tratamento contra o cancro. Como resultado, ele não deveria voltar para a segunda temporada de Spartacus, programada para ir ao ar em Setembro de 2011. "Agora, nós só queremos estender a nossa preocupação e nosso apoio para Andy e sua família", disse Carmi Zlotnik. "Vamos reprogramar nossos planos até o momento certo." Porém, Andy acabaria por morrer no dia 11 de setembro de 2011.

## Exibição no Brasil
A partir do dia 7 de agosto de 2011, o Canal FX Brasil começou a exibir a primeira temporada de Spartacus: Viva o Pecado.
Em 5 de janeiro de 2014, a estreou na TV aberta, pela Rede Record. No início, causou polêmica o fato da emissora não exibir sangue e sexo, característica da série, o que provocou comentários negativos por parte do público e da imprensa que, a princípio, disse que o canal cortou essas cenas, o que foi desmentindo. A rede afirmou que "foi exibida a versão oferecida pela distribuidora para a televisão aberta". A empresa que distribui Spartacus no [[Brasil }} disse que a Starz produziu um corte soft da série para a TV aberta, com menos sexo e violência.
Disponível atualmente para assistir através do streaming Lionsgate+.

## Elenco
| Intérprete                       | Personagem          |
| -------------------------------- | ------------------- |
| - Andy Whitfield - Liam McIntyre | Espártaco           |
| Manu Bennett                     | Crixus              |
| Peter Mensah                     | Onemaeus            |
| Craig Parker                     | Caio Cláudio Glabro |
| John Hannah                      | Quintus Batiatus    |
| Lucy Lawless                     | Lucrécia            |
| Viva Bianca                      | Ilithyia            |
| Katrina Law                      | Mira                |
| Jai Courtney                     | Varrão              |
| Antonio Te Maioho                | Barca               |
| Eka Darville                     | Pietros             |
| Nick E. Tarabay                  | Ashur               |
| Erin Cummings                    | Sura                |
| Lesley-Ann Brandt                | Naevia              |

## Episódios
| Temporada | Temporada | Episódios | Estreia original                            | Estreia no Brasil                           | Estreia em Portugal |
| --------- | --------- | --------- | ------------------------------------------- | ------------------------------------------- | ------------------- |
|           | 1         | 13        | 22 de Janeiro de 2010 - 16 de Abril de 2010 | 7 de Agosto de 2011 - 30 de outubro de 2011 | 22 de Maio de 2011  |

## 1ª Temporada: 2010
| #  | Título                                                 | Estreia EUA             | Estreia no Brasil      | Cód. de produção |
| -- | ------------------------------------------------------ | ----------------------- | ---------------------- | ---------------- |
| 1  | "A Serpente Vermelha" "The Red Serpent"                | 22 de janeiro de 2010   | 7 de agosto de 2011    | 101              |
| 2  | "Juramento do Gladiador" "Sacramentum Gladiatorum"     | 29 de janeiro de 2010   | 14 de agosto de 2011   | 102              |
| 3  | "Lendas" "Legends"                                     | 5 de fevereiro de 2010  | 21 de agosto de 2011   | 103              |
| 4  | "A coisa no poço" "The Thing in the Pit"               | 12 de fevereiro de 2010 | 28 de agosto de 2011   | 104              |
| 5  | "Sombra de Jogos" "Shadow Games"                       | 19 de fevereiro de 2010 | 4 de setembro de 2011  | 105              |
| 6  | "Coisas Delicadas" "Delicate Things"                   | 26 de fevereiro de 2010 | 11 de setembro de 2011 | 106              |
| 7  | "Grandes Infelicidades" "Great And Unfortunate Things" | 5 de março de 2010      | 18 de setembro de 2011 | 107              |
| 8  | "Marca da Fraternidade" "Mark of the Brotherhood"      | 12 de março de 2010     | 25 de setembro de 2011 | 108              |
| 9  | "Prostituta" "Whore"                                   | 19 de março de 2010     | 2 de outubro de 2011   | 109              |
| 10 | "Partido de favores" "Party Favors"                    | 26 de março de 2010     | 9 de outubro de 2011   | 110              |
| 11 | "Velhas feridas" "Old Wounds"                          | 2 de abril de 2010      | 16 de outubro de 2011  | 111              |
| 12 | "Apocalipse" "Revelations"                             | 9 de abril de 2010      | 23 de outubro de 2011  | 112              |
| 13 | "Mate a todos" "Kill Them All"                         | 16 de abril de 2010     | 30 de outubro de 2011  | 113              |

## Prequela
Uma minissérie e pré série foi encomendada, estreou a 21 de Janeiro de 2011, com o nome de Spartacus: Gods of the Arena. A série segue o personagem Gannicus (Dustin Clare), o primeiro gladiador a se tornar Campeão de Capua. O elenco e personagens foram reprisados da série original, incluindo, Lucy Lawless como Lucretia, John Hannah como Batiatus, Peter Mensah como Oenomaus, e Manu Bennett como Crixus. Andy Whitfield fez uma pequena aparição como Spartacus. A minissérie tem 6 episódios que se passam um ano antes da chegada de Spartacus.

## Sequências
A sequência direta da primeira temporada foi ao ar em 2012 sob o nome Spartacus: Vengeance, se passando após a rebelião e fuga dos gladiadores da casa de Batiatus. A série teve 10 episódios e Spartacus foi interpretado por Liam McIntyre.
A terceira e última sequência, intitulada Spartacus: War of the Damned, encerrou a saga do personagem Spartacus em 2013. Nessa parte da história é narrada a batalha entre o exército de ex-gladiadores liderados por Spartacus e os soldados romanos. A série teve 10 episódios e Spartacus foi interpretado novamente por Liam McIntyre.

## Videogame
O sucesso da série fez com que fosse lançado em maio de 2013 um jogo grátis, para download na Xbox Live e na PlayStation Network. O jogo intitulado "Spartacus Legends" é distribuído pela Ubisoft.

## Jogo de Tabuleiro
A repercussão positiva da primeira temporada levou ao lançamento, em 2012, do jogo de tabuleiro Spartacus: A Game of Blood and Treachery pela editora Gale Force Nine. O jogo e seus componentes utilizaram todas as imagens originais da própria série e teve mais duas expansões lançadas em 2013 e 1015: The Serpents and the Wolf e Shadows of Death, respectivamente. Em 2017 o jogo foi totalmente localizado para o português pela editora brasileira Kronos Games e recebeu o título de Spartacus: Um Jogo de Sangue e Traições.

## Sequências
Além da prequela a série ganhou mais 2 temporadas que encerram a história, sendo a segunda temporada Spartacus: Vengeance em 2012 e a terceira e última temporada Spartacus: War of the Damned em 2013.